# Basic Training: Boot Camp Clik's Greatest Hits
Albums de Boot Camp Clik
For the People
(1997) The Chosen Few
(2002)
Basic Training: Boot Camp Clik's Greatest Hits est une compilation du Boot Camp Clik, sortie le 14 mars 2000.
Cet opus comprend des chansons des artistes membres du collectif Boot Camp Click publiées entre 1992 et 1999.
L'album s'est classé 88e au Top R&B/Hip-Hop Albums.

## Liste des titres
| No  | Titre                                                                   | Interprète(s) – Album original    | Durée |
| --- | ----------------------------------------------------------------------- | --------------------------------- | ----- |
| 1.  | Who Got da Props?" (Produit par DJ Evil Dee)                            | Black Moon – Enta da Stage        | 4:30  |
| 2.  | How Many Emcees (Must Get Dissed) (Produit par DJ Evil Dee et Mr. Walt) | Black Moon – Enta da Stage        | 3:40  |
| 3.  | I Got Cha Opin (Produit par Da Beatminerz)                              | Black Moon – Enta da Stage        | 4:26  |
| 4.  | Sound Bwoy Bureill (Produit par DJ Evil Dee et Mr. Walt)                | Smif-n-Wessun – Dah Shinin'       | 4:20  |
| 5.  | Bucktown (Produit par DJ Evil Dee et Mr. Walt)                          | Smif-n-Wessun – Dah Shinin'       | 4:09  |
| 6.  | Leflaur Leflah Eshkoshka (Produit par Baby Paul)                        | Heltah Skeltah – Nocturnal        | 5:03  |
| 7.  | No Fear (Produit par Mr. Walt)                                          | O.G.C. – Da Storm                 | 4:11  |
| 8.  | Operation Lock Down (Produit par E-Swift)                               | Heltah Skeltah – Nocturnal        | 4:25  |
| 9.  | Headz Are Reddee Pt. II (Produit par Swan et Boogie Brown)              | Boot Camp Clik – For the People   | 5:01  |
| 10. | I Ain't Havin' That (Produit par Cuzin Bawb et Starang Wondah)          | Heltah Skeltah – Magnum Force     | 5:05  |
| 11. | Black Trump (Produit par Self)                                          | Cocoa Brovaz – The Rude Awakening | 4:25  |
| 12. | Two Turntables & a Mic (Produit par Da Beatminerz)                      | Black Moon – War Zone             | 3:58  |
| 13. | Bounce to the Ounce (Produit par Black Market)                          | O.G.C. – The M-Pire Shrikez Back  |       |